# Hohenbergia correia-araujoi
Hohenbergia correia-araujoi es una especie de planta fanerógama perteneciente a la familia de las bromeliáceas. Es originaria de Brasil.

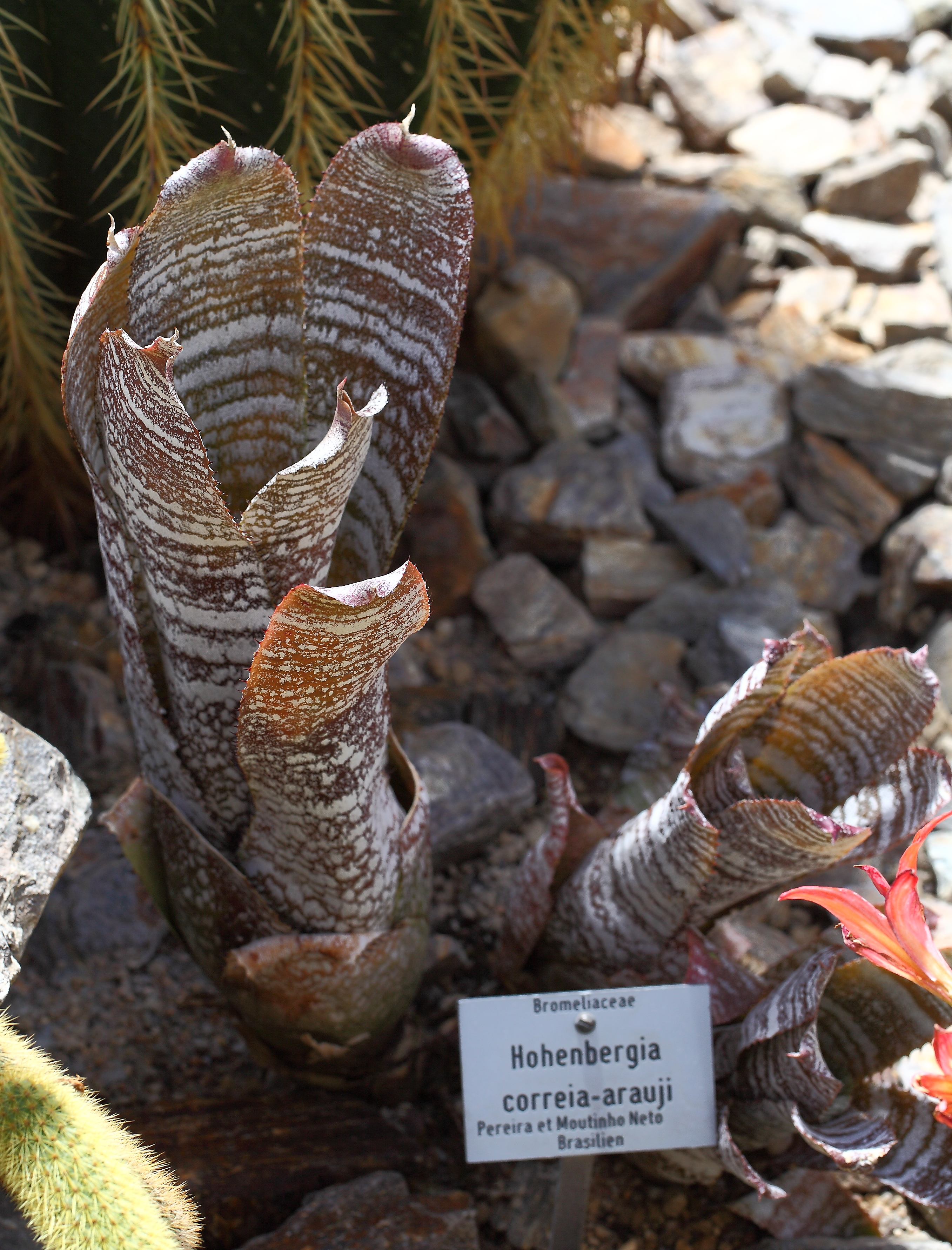
Vista de la planta

## Cultivars
- xHohenmea 'Betsy McCrory'

## Taxonomía
Hohenbergia correia-araujoi fue descrita por E.Pereira & Moutinho y publicado en Bradea, Boletim do Herbarium Bradeanum 3: 88–9, 93, 98. 1980.
Etimología
Hohenbergia: nombre genérico otorgado en honor del Príncipe de Württemburg, patrono de los botánicos, conocido como Hohenberg.
correia-araujoi: epíteto